# Arthrosaura testigensis
Arthrosaura testigensis är en ödleart som beskrevs av  Stefan Gorzula och Señaris 1999. Arthrosaura testigensis ingår i släktet Arthrosaura och familjen Gymnophthalmidae. Inga underarter finns listade i Catalogue of Life.
Arten förekommer i östra Venezuela. Den första individen hittades vid 1800 meter över havet. Honor lägger ägg. Arten vistas på högplatå (tepui) som är täckta av gräs och buskar.
Klimatförändringar kan påverka beståndet. Hela populationen anses vara stor. IUCN listar arten som livskraftig (LC).